# Phú Thọ (Provinz)
Phú Thọ ist eine Provinz von Vietnam. Sie liegt im Nordosten des Landes in der Region Nordosten.  Die Hauptstadt ist Việt Trì, welche 80 Kilometer von Hanoi entfernt liegt. Die Provinz erstreckt sich über eine Fläche von 3.519,6 km² mit rund 1.381.700 Einwohnern.
Durch die Provinz verlaufen drei größere Flüsse. Der Rote Fluss, der Klare Fluss (Lô) und der Schwarze Fluss (Đà).

## Bezirke
| Verwaltungseinheiten der Provinz Phú Thọ | Verwaltungseinheiten der Provinz Phú Thọ | Verwaltungseinheiten der Provinz Phú Thọ |
| --- | ---------------------------------------- | ---------------------------------------- |
| \| Name \| Bevölkerung 2012 \| Unterteilung \| \| --------------------------------------------------------- \| ---------------- \| ----------------- \| \| Provinzunmittelbare Städte (thành phố trực thuộc tỉnh): 1 \| \| \| \| Việt Trì \| 283.995 \| 13 phường, 10 xã \| \| Marktgemeinden (thị xã): 1 \| \| \| \| Phú Thọ \| 91.600 \| 5 phường, 5 xã \| \| Landkreise (huyện): 11 \| \| \| \| Cẩm Khê \| 128.537 \| 1 thị trấn, 30 xã \| \| Đoan Hùng \| 105.242 \| 1 thị trấn, 27 xã \| \| Hạ Hòa \| 108.556 \| 1 thị trấn, 32 xã \| \| Lâm Thao \| 106.610 \| 2 thị trấn, 12 xã \| \| Phù Ninh \| 114.048 \| 1 thị trấn, 18 xã \| \| Tam Nông \| 82.370 \| 1 thị trấn, 19 xã \| \| Tân Sơn \| 75.897 \| 17 xã \| \| Thanh Ba \| 109.806 \| 1 thị trấn, 26 xã \| \| Thanh Sơn \| 187.700 \| 1 thị trấn, 22 xã \| \| Thanh Thủy \| 76.330 \| 1 thị trấn, 14 xã \| \| Yên Lập \| 79.548 \| 1 thị trấn, 16 xã \| |                                          |                                          |
| Name | Bevölkerung 2012                         | Unterteilung                             |
| Provinzunmittelbare Städte (thành phố trực thuộc tỉnh): 1 |                                          |                                          |
| Việt Trì | 283.995                                  | 13 phường, 10 xã                         |
| Marktgemeinden (thị xã): 1 |                                          |                                          |
| Phú Thọ | 91.600                                   | 5 phường, 5 xã                           |
| Landkreise (huyện): 11 |                                          |                                          |
| Cẩm Khê | 128.537                                  | 1 thị trấn, 30 xã                        |
| Đoan Hùng | 105.242                                  | 1 thị trấn, 27 xã                        |
| Hạ Hòa | 108.556                                  | 1 thị trấn, 32 xã                        |
| Lâm Thao | 106.610                                  | 2 thị trấn, 12 xã                        |
| Phù Ninh | 114.048                                  | 1 thị trấn, 18 xã                        |
| Tam Nông | 82.370                                   | 1 thị trấn, 19 xã                        |
| Tân Sơn | 75.897                                   | 17 xã                                    |
| Thanh Ba | 109.806                                  | 1 thị trấn, 26 xã                        |
| Thanh Sơn | 187.700                                  | 1 thị trấn, 22 xã                        |
| Thanh Thủy | 76.330                                   | 1 thị trấn, 14 xã                        |
| Yên Lập | 79.548                                   | 1 thị trấn, 16 xã                        |